# Fleurbaix
Fleurbaix és un municipi francès situat al departament del Pas de Calais i a la regió dels Alts de França. L'any 2007 tenia 2.682 habitants.

## Demografia

### Població
El 2007 la població de fet de Fleurbaix era de 2.682 persones. Hi havia 963 famílies de les quals 153 eren unipersonals (74 homes vivint sols i 79 dones vivint soles), 343 parelles sense fills, 410 parelles amb fills i 57 famílies monoparentals amb fills.
La població ha evolucionat segons el següent gràfic:
Habitants censats

### Habitatges
El 2007 hi havia 1.004 habitatges, 979 eren l'habitatge principal de la família, 7 eren segones residències i 18 estaven desocupats. 955 eren cases i 47 eren apartaments. Dels 979 habitatges principals, 797 estaven ocupats pels seus propietaris, 171 estaven llogats i ocupats pels llogaters i 11 estaven cedits a títol gratuït; 2 tenien una cambra, 33 en tenien dues, 71 en tenien tres, 161 en tenien quatre i 712 en tenien cinc o més. 843 habitatges disposaven pel capbaix d'una plaça de pàrquing. A 373 habitatges hi havia un automòbil i a 558 n'hi havia dos o més.

### Piràmide de població
La piràmide de població per edats i sexe el 2009 era:
| Homes | Edats   | Dones |
| ----- | ------- | ----- |
| 0     | 95 o +  | 0     |
| 0     | 90 a 94 | 6     |
| 9     | 85 a 89 | 13    |
| 8     | 80 a 84 | 12    |
| 31    | 75 a 79 | 33    |
| 49    | 70 a 74 | 43    |
| 40    | 65 a 69 | 57    |
| 67    | 60 a 64 | 73    |
| 60    | 55 a 59 | 66    |
| 123   | 50 a 54 | 80    |
| 88    | 45 a 49 | 90    |
| 88    | 40 a 44 | 114   |
| 95    | 35 a 39 | 97    |
| 68    | 30 a 34 | 65    |
| 52    | 25 a 29 | 53    |
| 60    | 20 a 24 | 61    |
| 96    | 15 a 19 | 104   |
| 110   | 10 a 14 | 101   |
| 93    | 5 a 9   | 71    |
| 63    | 0 a 4   | 64    |

## Economia
El 2007 la població en edat de treballar era de 1.746 persones, 1.228 eren actives i 518 eren inactives. De les 1.228 persones actives 1.152 estaven ocupades (615 homes i 537 dones) i 76 estaven aturades (38 homes i 38 dones). De les 518 persones inactives 140 estaven jubilades, 255 estaven estudiant i 123 estaven classificades com a «altres inactius».

### Ingressos
El 2009 a Fleurbaix hi havia 977 unitats fiscals que integraven 2.686,5 persones, la mediana anual d'ingressos fiscals per persona era de 24.442 €.

### Activitats econòmiques
Dels 126 establiments que hi havia el 2007, 3 eren d'empreses alimentàries, 2 d'empreses de fabricació de material elèctric, 6 d'empreses de fabricació d'altres productes industrials, 22 d'empreses de construcció, 24 d'empreses de comerç i reparació d'automòbils, 5 d'empreses de transport, 3 d'empreses d'hostatgeria i restauració, 2 d'empreses d'informació i comunicació, 6 d'empreses financeres, 11 d'empreses immobiliàries, 21 d'empreses de serveis, 14 d'entitats de l'administració pública i 7 d'empreses classificades com a «altres activitats de serveis».
Dels 28 establiments de servei als particulars que hi havia el 2009, 1 era una oficina de correu, 1 una oficina bancària, 1 funerària, 1 taller de reparació d'automòbils i de material agrícola, 1 autoescola, 2 guixaires pintors, 5 fusteries, 4 lampisteries, 1 electricista, 2 empreses de construcció, 4 perruqueries, 1 restaurant, 3 agències immobiliàries i 1 saló de bellesa.
Dels 13 establiments comercials que hi havia el 2009, 1 era un hipermercat, 2 fleques, 1 una fleca, 2 botigues d'equipament de la llar, 1 una botiga d'equipament de la llar, 1 una botiga d'electrodomèstics, 2 drogueries i 3 floristeries.
L'any 2000 a Fleurbaix hi havia 34 explotacions agrícoles que ocupaven un total de 1.014 hectàrees.

## Equipaments sanitaris i escolars
L'únic equipament sanitari que hi havia el 2009 era una farmàcia.
El 2009 hi havia 2 escoles elementals.

## Poblacions més properes
El següent diagrama mostra les poblacions més properes.